# BAM (schaatsteam)
BAM Schaatsteam was een Nederlandse marathonschaatsploeg die onder leiding stond van Jillert Anema. Vanaf het seizoen 2014/2015 ging het team verder als Team Clafis.
Het team werd tot 2014 gesponsord door Koninklijke BAM Groep en Univé. BAM ontstond in seizoen 2007/2008 als opvolger van BlauweStad.nl. In seizoen 2010/2011 zijn langebaanschaatsers Bob de Jong en Jorrit Bergsma nieuw in het team. Op 24 februari 2011 werd bekendgemaakt dat Anema na het seizoen zou stoppen bij BAM, maar hij bleef toch de trainer, ook onder de nieuwe sponsor Clafis.

## Successen
Bob de Vries won in het seizoen 2007/2008 de KNSB Cup en Essent Cup; in 2008/2009 won De Vries de Essent Cup. Bergsma won op 10 februari 2010 het Nederlandse kampioenschappen marathonschaatsen op natuurijs bij de mannen die plaatsvonden op het Zuidlaardermeer. Later dat jaar op 23 december 2010 won Bob de Vries het Nederlandse kampioenschappen marathonschaatsen op natuurijs bij de mannen die plaatsvonden op het Belterwijde in de Kop van Overijssel. Anema behaalde op 5 november 2010 tijdens het NK Afstanden het eerste langebaansucces op de vijf kilometer toen De Vries en Bergsma goud en brons pakten en daarmee het wereldbekercircuit in konden gaan. Twee dagen later boekte het team het volgende succes door met Bob de Jong, Bob de Vries en Jorrit Bergsma respectievelijk nummer een, twee en drie te worden op de 10 kilometer bij het NK afstanden. Op 12 maart 2011 won De Jong de 10.000 meter op het WK Afstanden en werd De Vries tweede.Op 8 februari 2012 won Jorrit Bergsma voor de tweede keer het Nederlandse kampioenschappen marathonschaatsen op natuurijs bij de mannen die plaatsvonden op de Grote Rietplas te Emmen. Bob de Jong won op 11 februari 2012 de 5000 meter tijdens de World Cup in het Noorse Hamar. Hij versloeg in een rechtstreeks duel Sven Kramer.
Ook op het NK Afstanden 2012 behaalde BAM de hoogste trede op de 5000m met Bergsma en De Jong en op de 10000m met De Jong en Bergsma. Bovendien versloegen ze Sven Kramer, tot dan toe vanaf 2007 titelhouder.
Op 19 januari 2012 liet Anema weten ruimte te zien voor een damesteam onder zijn leiding. Deze is er tot op heden nog niet gekomen. Wel trok de ploeg op 12 mei 2013 Fransman Alexis Contin aan.
In 2014 won teamlid Jorrit Bergsma de olympische titel op de 10 kilometer. De Jong pakte het brons. Bergsma won eerder brons op de olympische 5 kilometer.

## Seizoen 2013-2014
De volgende langebaan- en marathonschaatsers en schaatsster maken deel uit van dit team:
- Ingmar Berga
- Jorrit Bergsma
- Alexis Contin
- Bob de Jong
- Arjan Stroetinga
- Bob de Vries